# Aleksandr Kislov
Pour les articles homonymes, voir Kislov.
Aleksandr Kislov (né le 4 novembre 1984) est un athlète russe spécialiste des épreuves combinées.

## Carrière

### Palmarès
| Date | Compétition                           | Lieu    | Résultat | Épreuve                 |
| ---- | ------------------------------------- | ------- | -------- | ----------------------- |
| 2010 | Coupe d'Europe des épreuves combinées | Tallinn | 2e       | Décathlon (par équipes) |
| 2011 | Championnats d'Europe en salle        | Paris   | 7e       | Heptathlon              |

### Records
| Épreuve    | Performance | Lieu   | Date           |
| ---------- | ----------- | ------ | -------------- |
| Décathlon  | 7 870 pts   | Sotchi | 27 mai 2007    |
| Heptathlon | 5 994 pts   | Penza  | 3 février 2010 |